# Eurodryas demaculata
Eurodryas demaculata är en fjärilsart som beskrevs av Bubacek 1923. Eurodryas demaculata ingår i släktet Eurodryas och familjen praktfjärilar. Inga underarter finns listade i Catalogue of Life.